# Cyclamen coum
Cyclamen coum, soms de rondbladige cyclaam of cyclaam van Coa (Oost-Cilicië), waar deze soort veelvuldig voorkomt – niet van het eiland Kos, waar hij niet inheems is –, wordt gevonden van Bulgarije tot het noorden van Israël, van kust tot in de bergstreken.

## Beschrijving
Cyclamen coum is een zeer variabele soort. De bladeren zijn ronde of niervormig met of zonder witte tekening. Zij komen in de herfst uit en blijven tot het einde van de lente.
De bloemen, die meer gedrongen zijn dan die van andere soorten, kunnen bloeien van eind december tot midden april. De kleur van de bloemen varieert van wit tot magenta met een paarsachtige vlek aan de basis; C. coum f. albissimum, met glanzende egaal groene bladeren, heeft puur witte bloemen (zonder vlek aan de basis).

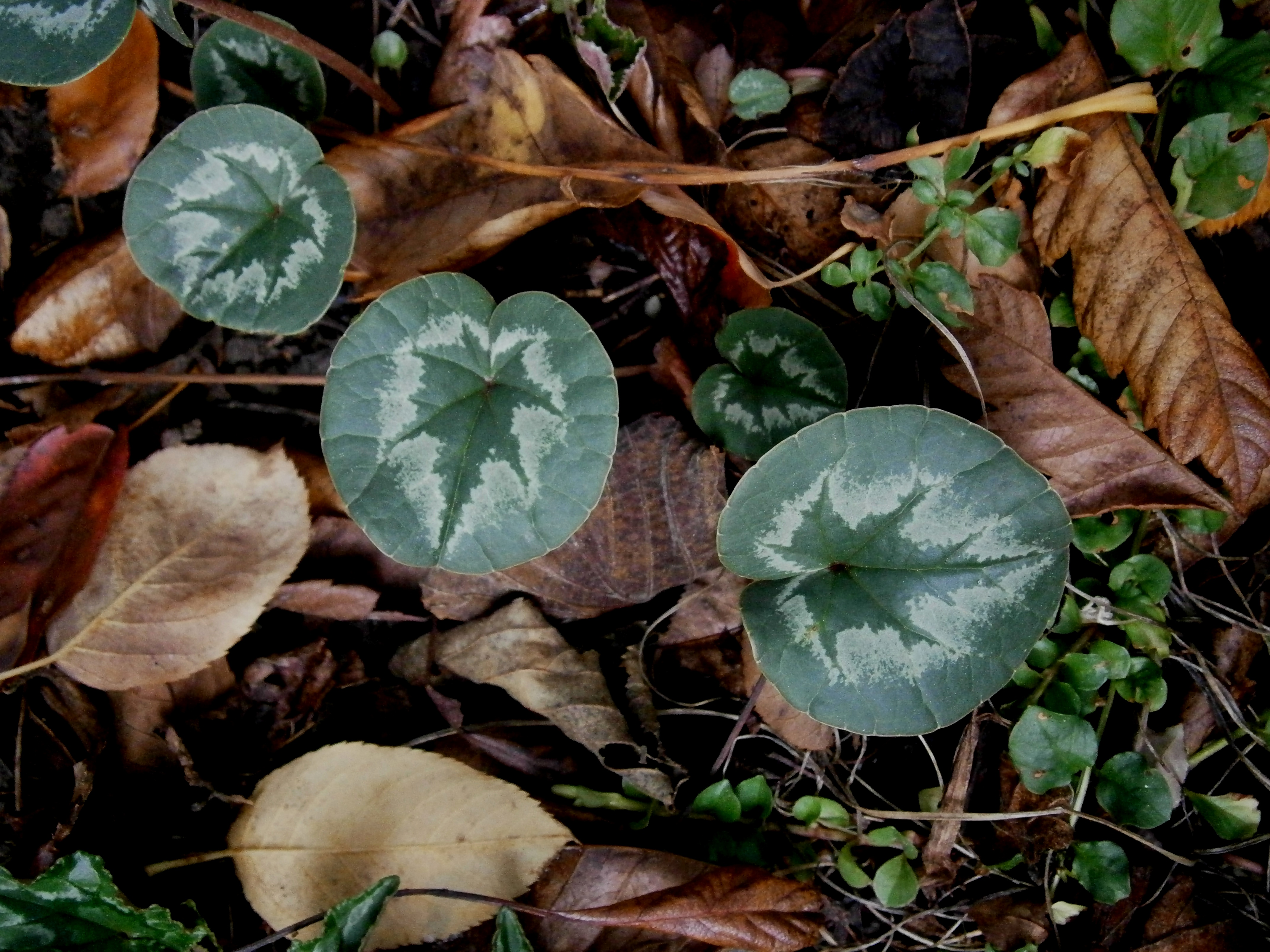
bladeren in de herfst
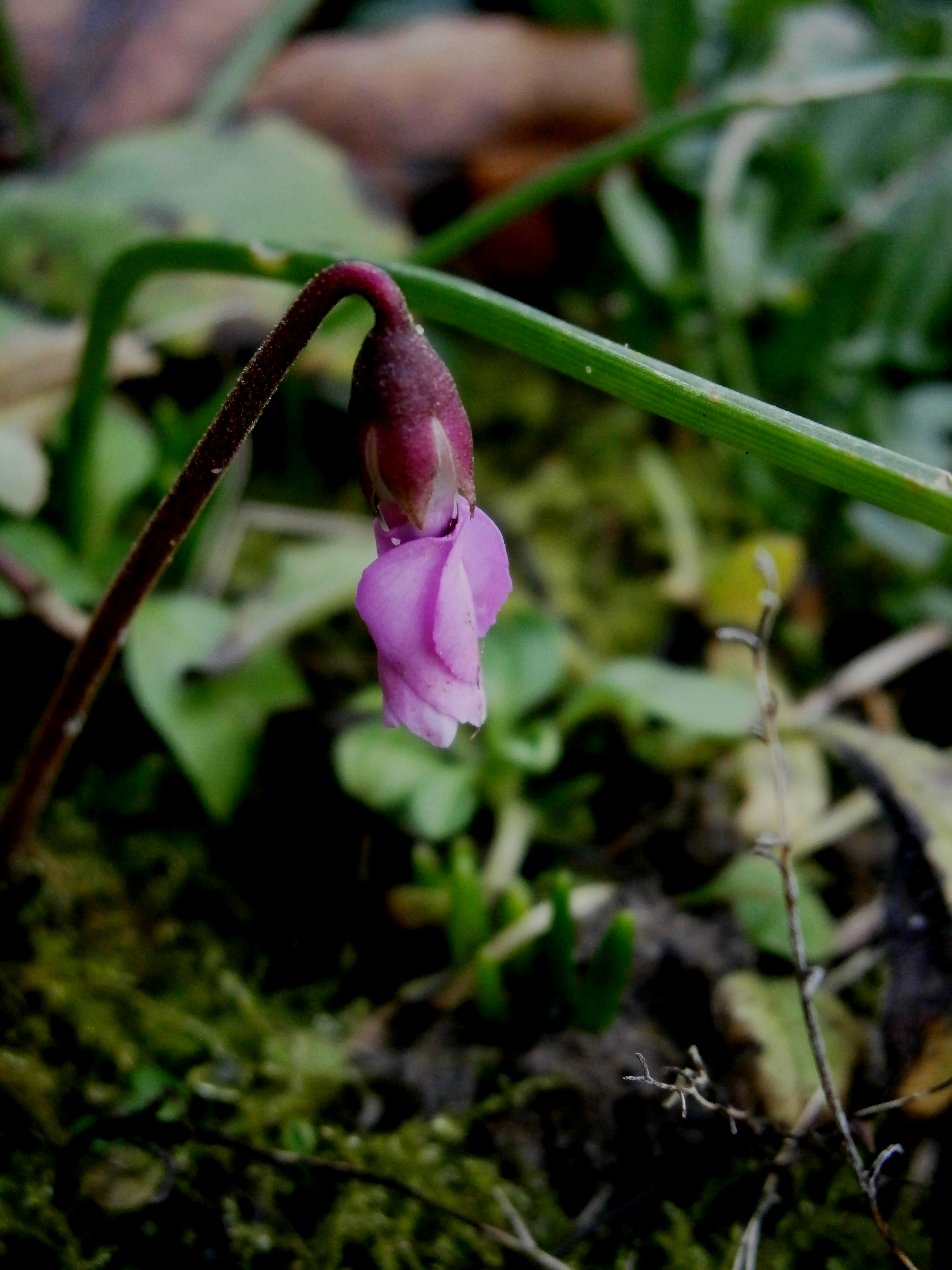
ontluikende bloem
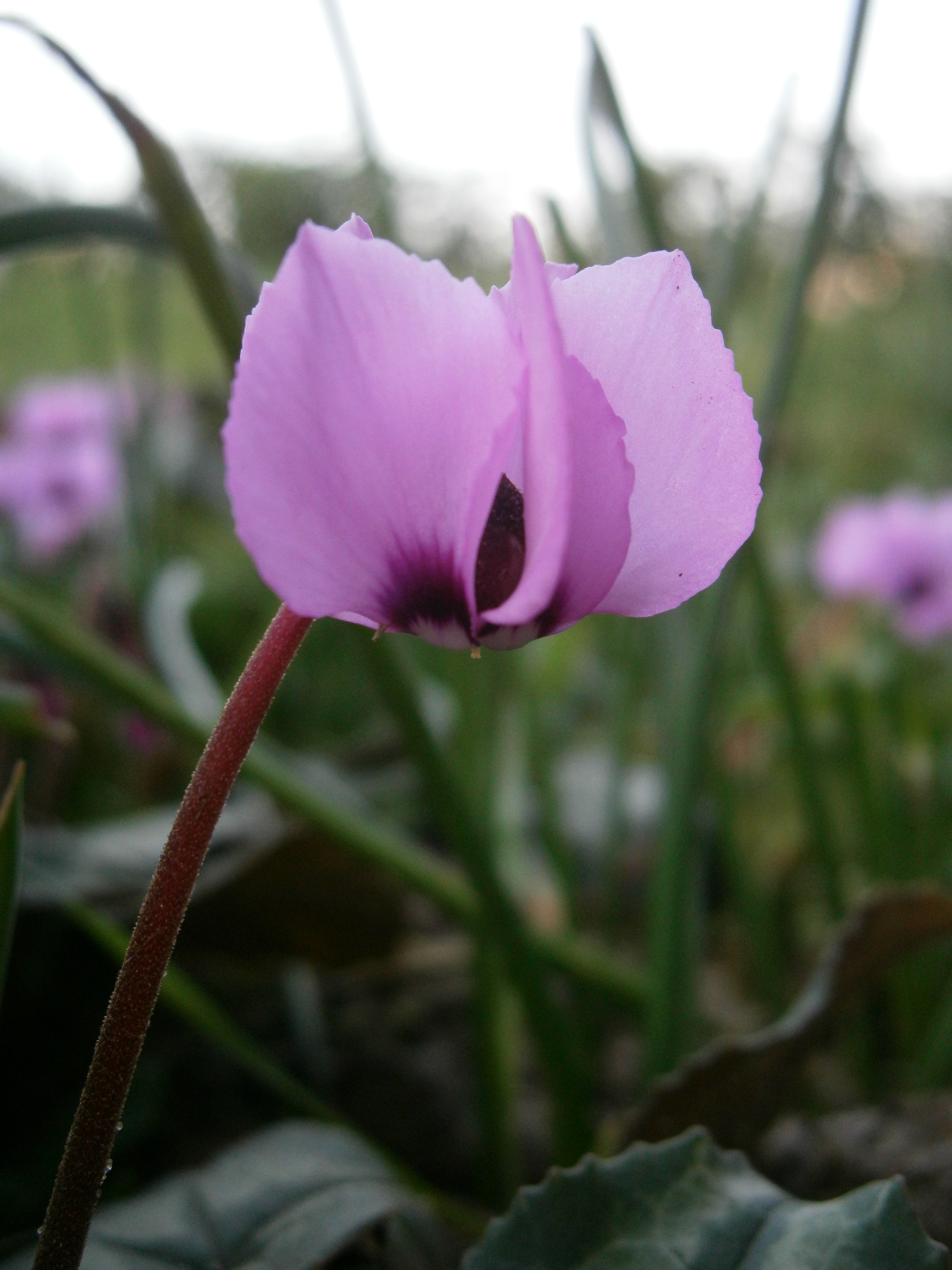
met lichtroze bloemen
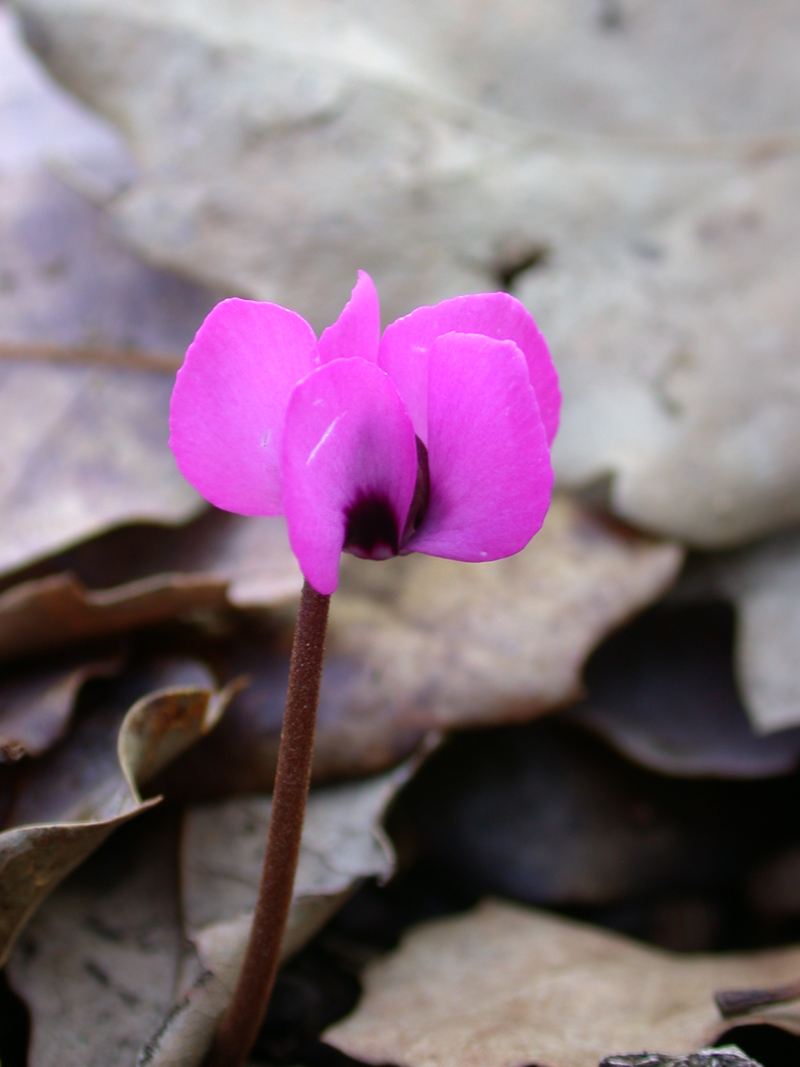
met donkerroze bloemen
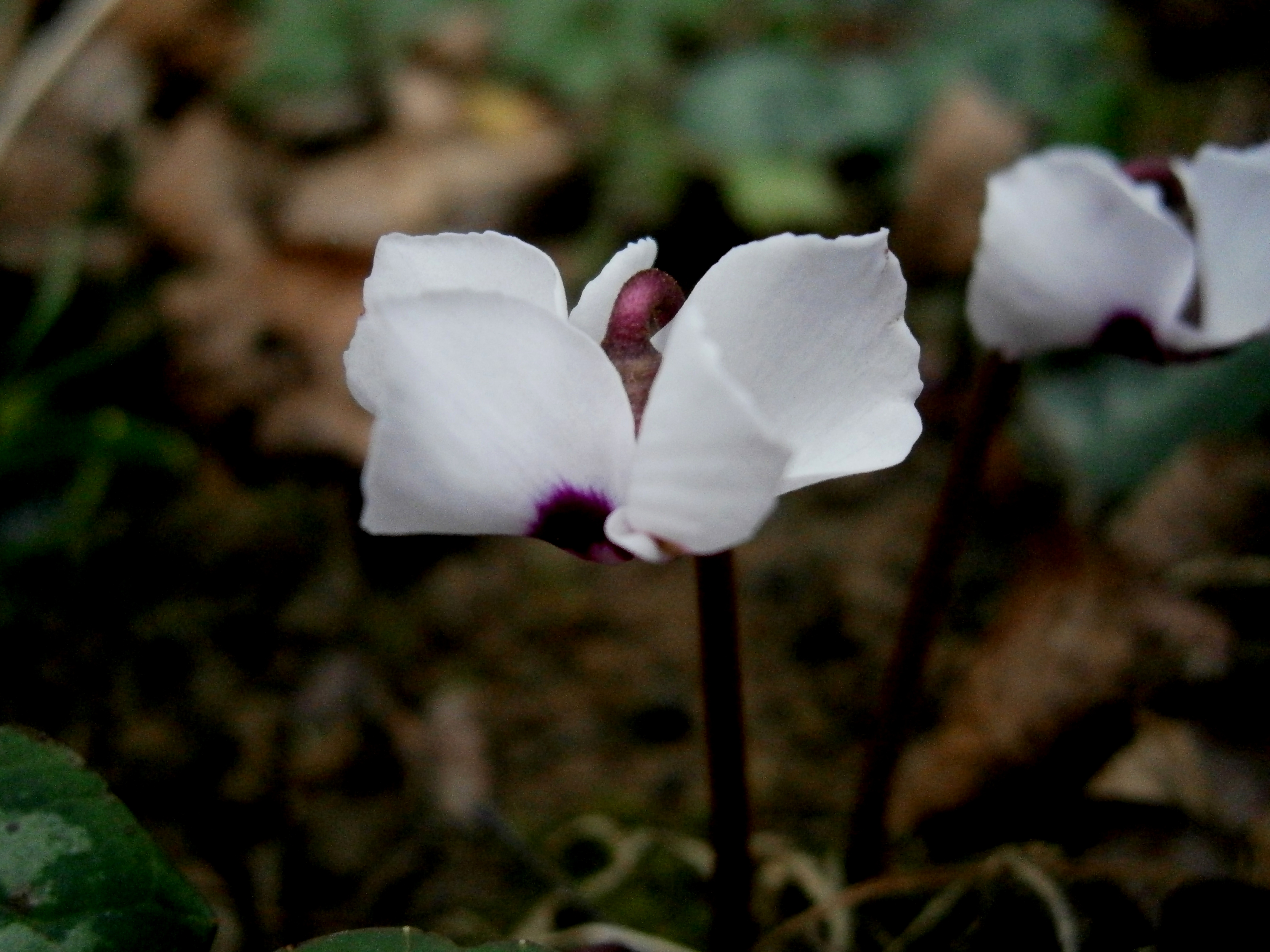
met witte bloemen (C. coum f. pallidum)
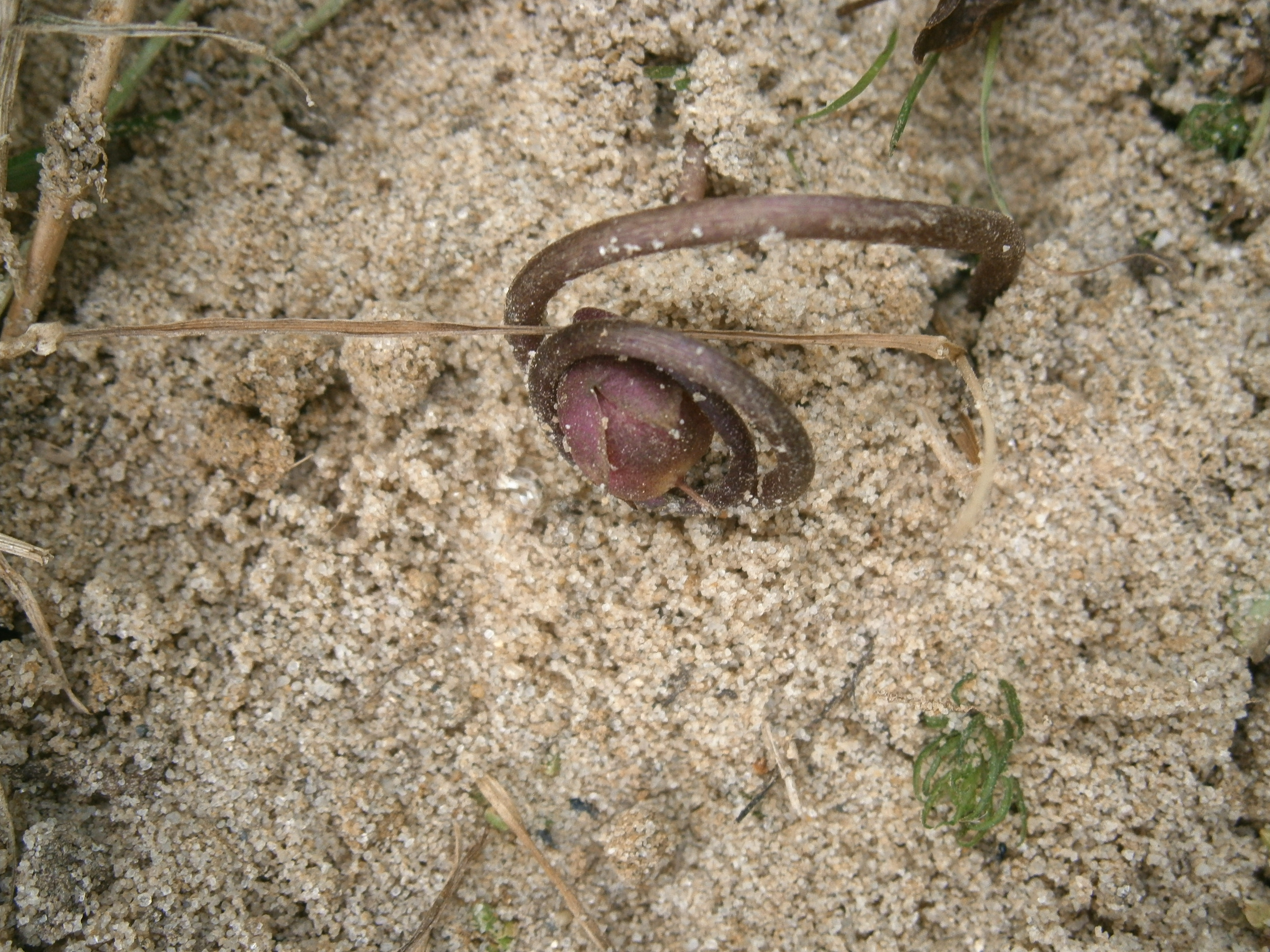
op de grond rijpende vrucht

### Infraspecifieke taxa

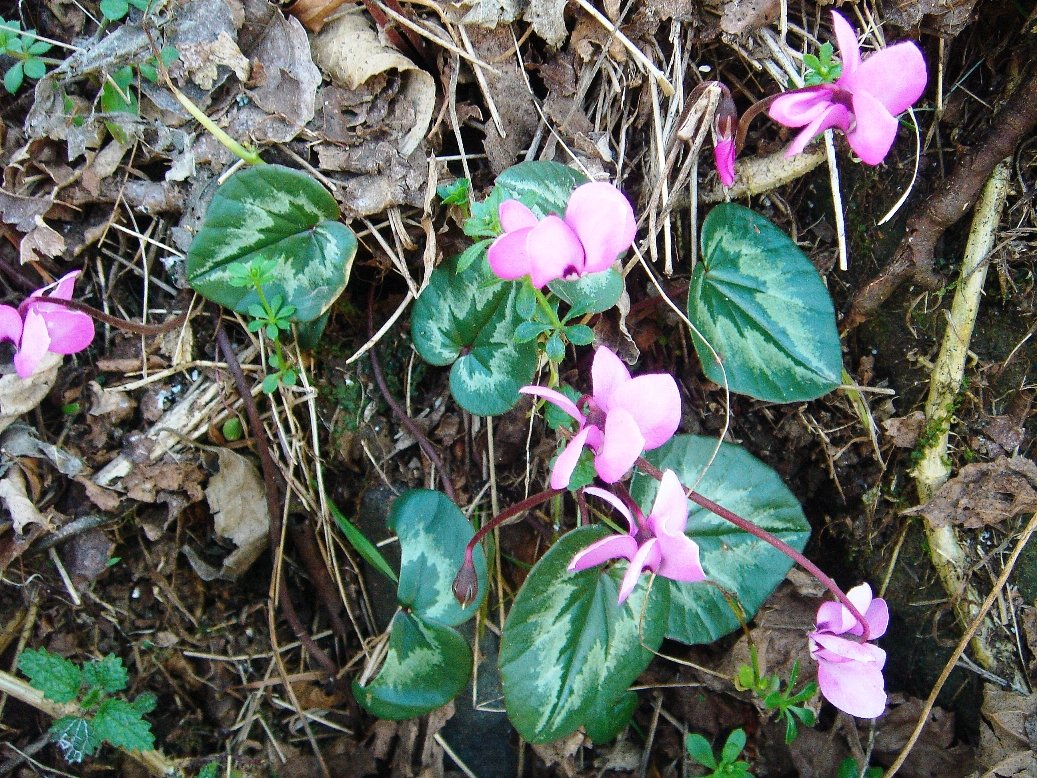
C. coum subsp. caucasicum

Soms hebben de planten geurende bloemen.
In de bergachtige streken in het noordoosten vban het verspreidingsgebied (Turkije, Georgië en de Kaukasus) vinden we de ondersoort C. coum subsp. caucasicum (K. Koch) O. Schwarz met hartvormige bladeren en grotere bloemen.
Het taxon C. ×atkinsii T. Moore ex Lem., oorspronkelijk beschouwd als een hybride van C. coum en C. persicum. Dit lijkt onwaarschijnlijk, omdat die twee soorten niet hetzelfde aantal chromosomen hebben. Thans wordt C. ×atkinsii beschouwd als een variëteit van C. coum.
De geïsoleerde exemplaren uit de Krim werden Cyclamen kuznetzovii Kotov & Czernova genoemd. Thans wordt deze naam beschouwd als synoniem van C. coum.

### Cultivars
Verscheidene cultivars van C. coum werden geselecteerd vanwege hun bladeren, bloemen of beide. Enkele favorieten:
- 'Golan Heights' is een selectie van C. coum f. albissimum.
- 'Blush' heeft zilverkleurige bladeren met een fijne groene rand en lichtroze bloemen.
- 'Maurice Dryden' is een selectie van de voorgaande met witte bloemen.
- 'Tilebarn Elizabeth', eveneens met zilverkleurige bladeren, heeft tweekleurige bloemen.
- 'Tilebarn Graham' heeft mooi roze, gebogen bloemblaadjes.

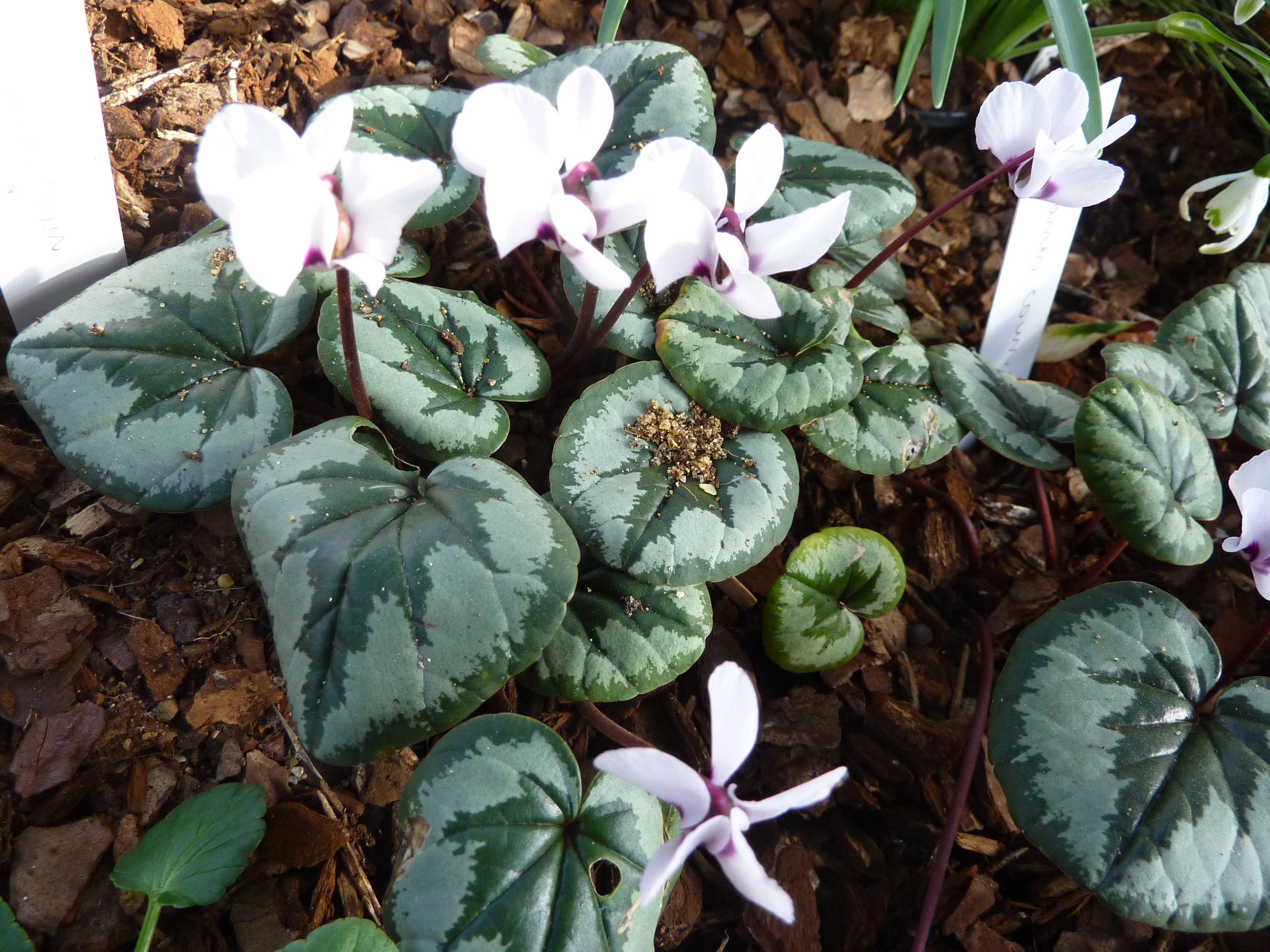
C. coum f. pallidum
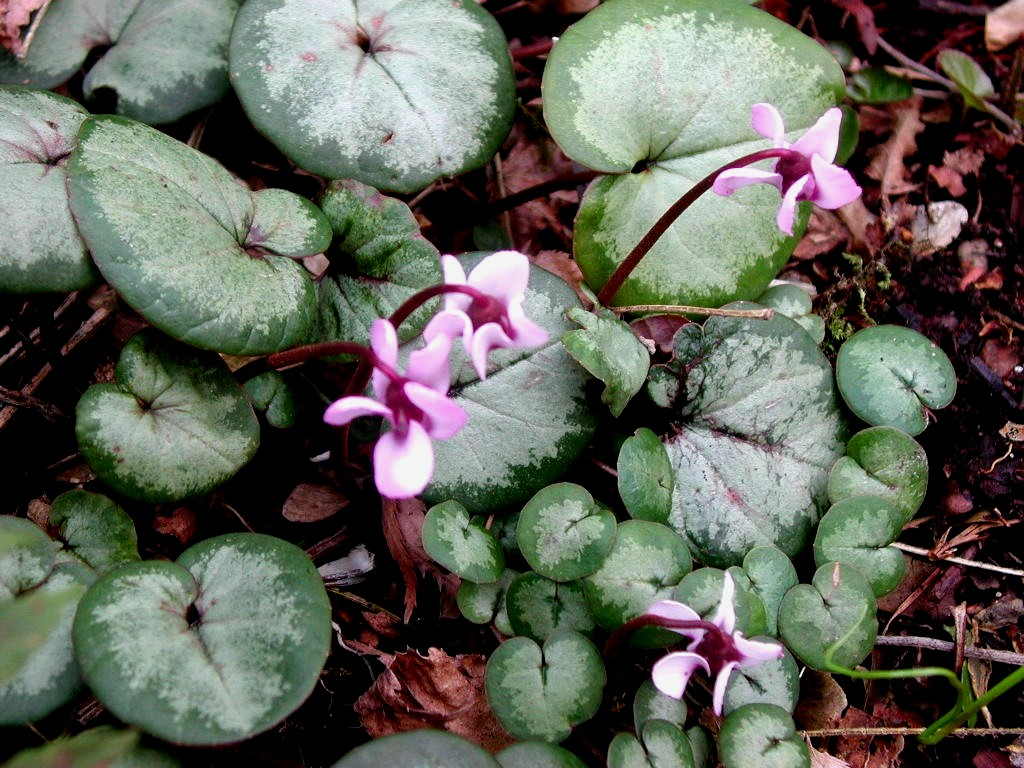
C. coum 'Blush'

### Hybriden
C. ×drydenii, een kruising tussen C. coum en C. alpinum, heeft tussenliggende eigenschappen, dat wil zeggen ronde bladeren en horizontale, propellervormige kroonbladen.

## Kweek
C. coum en zijn cultivars brengen al kleur in de tuin voor de eerste sneeuwklokjes, lenteklokjes, winterakonieten krokussen uitkomen.
C. coum subsp. coum en C. coum subsp. caucasicum zijn winterhard en verspreiden zich overvloedig, net als de meeste van hun selecties. Zware vrieskoude kan de bladeren, die in de herfst verschijnen, wel beschadigen.